# Ogaden

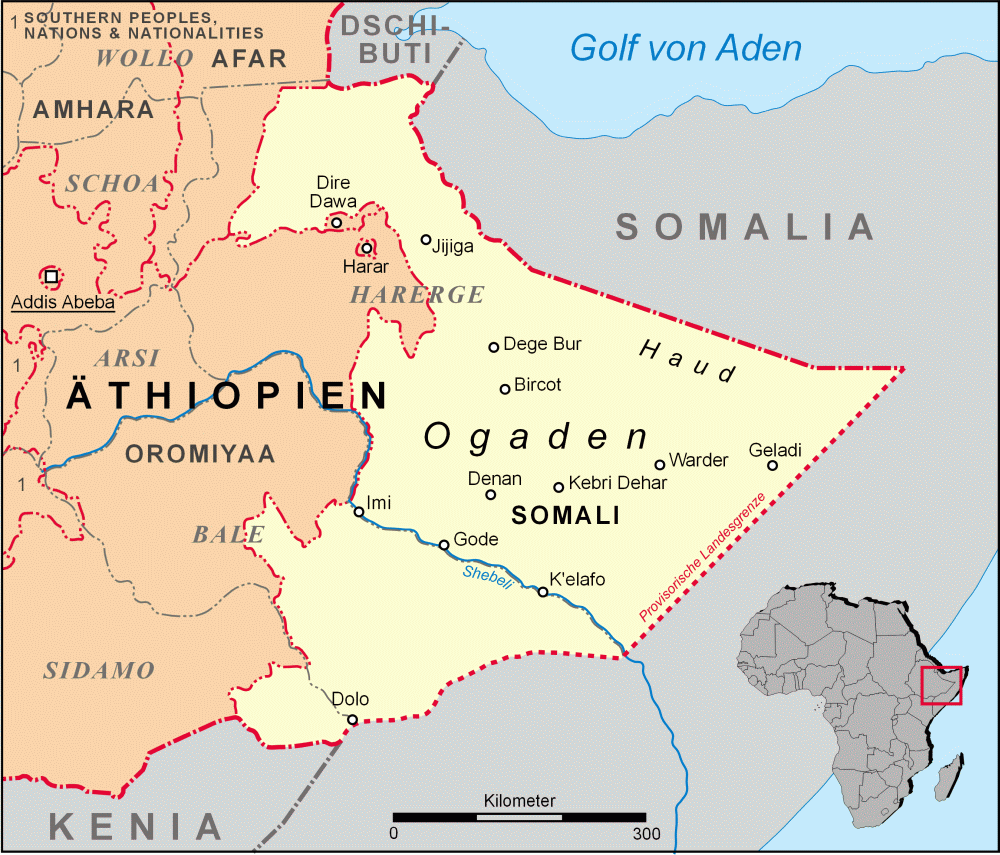
Ogaden w granicach etiopskiej prowincji Somali

Flaga Ogadenu używana przez Somalijczyków

Ogaden – region historyczno-geograficzny we wschodniej Etiopii, wchodzący obecnie w skład prowincji Somali.
Obejmujący 400 000 km² Ogaden zamieszkują w przeważającej większości wyznający islam Somalijczycy, którzy dążą do połączenia regionu z Somalią.

## Historia
Do końca XIII wieku Ogaden wchodził w skład sułtanatu Ifat. Na początku XIV wieku powstał tu niezależny sułtanat Adal. 
Pod koniec XIX wieku, za panowania Menelika II, Ogaden został podbity przez Etiopię, co ostatecznie potwierdziły traktaty z 1897. 
Po włoskiej inwazji na Etiopię w 1936 Ogaden został włączony do Somali Włoskiego. W 1941 Ogaden wraz z pozostałymi koloniami włoskimi znalazł się pod kontrolą brytyjską. Pierwotnie Brytyjczycy planowali połączenie Ogadenu z Somali Brytyjskim, jednak ostatecznie wycofali się z tego pomysłu i w 1954 Ogaden został zwrócony Etiopii.
Kwestia przynależności regionu budziła coraz większe kontrowersje od uzyskania niepodległości przez Somalię w 1960 roku. Do szeregu starć granicznych w Ogadenie doszło już na początku 1964 roku. 7 lutego oddziały somalijskie przekroczyły granicę i wkroczyły do prowincji. Postęp somalijskich oddziałów zakończyła mediacja podjęta przez Organizację Jedności Afrykańskiej. Mediacja zakończyła się przywróceniem terytorialnego status quo). 
W latach 70. w Ogadenie narosły tendencje separatystyczne, rozpoczęła też działalność somalijska partyzantka (Frontu Wyzwolenia Zachodniej Somalii), dążąca do połączenia Ogadenu z Somalią.
23 lipca 1977 Somalia ponownie najechała Etiopię aby zagarnąć Ogaden (zob. wojna w Ogadenie). Wojska somalijskie zostały jednak wyparte i 15 marca 1978 zawarto zawieszenie broni. Do maja 1980 Somalijczycy utrzymywali jeszcze kontrolę nad większością regionu. Ostatecznie armie separatystyczne rozbito w 1981.
W 1995 Ogaden wszedł w skład prowincji Somali. Tendencje separatystyczne w regionie trwają do dzisiaj.